# Доходный дом А. В. Барсовой
Доходный дом А. В. Барсовой (также упоминается в источниках как дом А. В. Багровой) — памятник архитектуры. Расположен в Центральном районе Санкт-Петербурга, современный адрес дома — Заячий переулок, 6 / Дегтярный переулок, 18.
Семиэтажный дом построен А. Ф. Бубырём в 1912 году, простенки его нижних этажей облицованы красным кирпичом, выше стены гладко оштукатурены.